# HOME MADE Kazoku
HOME MADE Kazoku (яп. HOME MADE 家族, укр. Будинок, Зроблений Сім‘єю) — японське хіп-хоп тріо, записується в Ki/oon Records, підрозділі Sony Music.

## Історія
Група існувала з 1996 року під різними іменами. Також склад групи часто змінювався до 2001 року, і лише з 2001 у ній з'явилися вищевказані члени, і з того часу склад Home Made Kazoku не змінюється. Цього ж, 2001 року, і з'являється назва Home Made Kazoku. Із 2001 до 2003 року група виступає у різних нічних клубах Наґої. На початку 2004 року група була вибрана бути частиною всеяпонського туру, відомого під назвою Japan Club Tour. Під час цього туру тріо завоювало багато фанатів, їх помітили Ki/oon Records.
Як тільки група опинилася в звукозаписуючій компанії, Мікро, Куро та ді-джей Ю-ічі видали альбом з головною піснею «Home Sweet Home (Reborn)», яка відразу ж стала піснею, яку найбільше замовляли в ефір на всіх радіостанціях протягом року.
Після серії синглів, включаючи «Thank You!!», який був ендінгом до відомого аніме «Бліч», та «Shōnen Heart», сингл, який був використаий для 2 опенінгу аніме Eureka Seven, перший повноформатий альбом був закінчений і отримав назву «Rock the World». Він займав 5 місце у найпрестижнішому чарті Японії — Оріконі — протягом 8 тижнів. «Rock the World» було розкуплено тиражем 191,744 копій.
Квитки на їхній 2 тур було розкуплено менш ніж за годину. У 2007 Home Made Kazoku представили перший ендінг до найпопулярнішого ТВ шоу у світі — Naruto: Shippūden під назвою Nagareboshi Shooting Star.
Зараз група має мільйони фанів по всьому світу. Усі пісні тріо сповнені оптимізму, в піснях вони співають про любов, сім‘ю, мир, гармонію з іншими, веселощі та літні розваги.

## Склад
HOME MADE Kazoku складається із Мікро (Micro), Куро (Kuro) та засновника, ді-джея Ю-ічі (DJ U-ichi). Вокалісти Мікро та Куро родом із США. Мікро провів частину свого дитинства у Кентуккі, Куро до 12 років жив у Чикаго.

## Дискографія
- H.M.K.U (2001)
- Mainichi ga Eiga no you na Hitokoma ～Life Is Beautiful～(2002)
- Home Sweet Home (2004)
- Rock the World (2005)
- musication (2006)
- Familia (2007)
- Home (2008)
- Circle (2010)
- AKATSUKI (2011)
- 3RISE (2012)
- Laughin' Road (2015)